# Prodin Dol
Prodin Dol – wieś w Chorwacji, w żupanii zagrzebskiej, w mieście Jastrebarsko. W 2011 roku liczyła 97 mieszkańców.